# Хассі-Р'Мель-Скікда – Чегга
Хассі-Р'Мель-Скікда – Чегга – газопровід на північному сході Алжиру.
Трубопровід, будівництво якого завершили в 2015 році, починається від газотранспортного коридору Хассі-Р'Мель – Скікда та прямує до ТЕС Умаш. Він має довжину 118 км та виконаний в діаметрі 700 мм.